# John Isner
Jonathan Robert Isner (n. 26 aprilie 1985, Greensboro, Carolina de Nord, SUA) este un tenismen american. A reușit la Wimbledon-ul din 2010 să câștige cel mai lung meci de tenis din istorie împotriva lui Nicolas Mahut din Franța. În setul 5 fiind 70-68 pentru acesta si acel meci intrând în cartea recordurilor pentru nu mai puțin de 12 recorduri.